# Teisseire (Grenoble)
Pour les articles homonymes, voir Teisseire.
Le quartier Teisseire de Grenoble se situe dans le secteur 5 de la ville. Son nom vient de Hyacinthe-Camille Teisseire, industriel français qui développa l'entreprise familiale de sirops dans le futur quartier.

## Histoire
Le quartier est situé dans la partie orientale du territoire communal, en dehors de l'ancienne enceinte de Grenoble. Il y avait un marais (asséché) et de grands espaces agricoles. En 1912, on construisit une salle de cinéma dans la cour Teisseire, mais celle-ci se dégrada durant tout le siècle et fut rasée. En 1958, les travaux d'urbanisation commencèrent pour finir en 1962 ; on y construisit des HLM, avec 52 % de T3, dont les premiers occupants furent des agents du CEA de Grenoble. Malgré plusieurs tentatives pour le réhabiliter et éviter un communautarisme dès 1997, le quartier est classé prioritaire .
Politiquement, le quartier est historiquement socialiste, mais depuis 2014, le PS recule par rapport aux élections municipales françaises de 2008. Religieusement, la mosquée manquant de place, après avoir trouvé un terrain, le conseil municipal a accepté, le 10 avril 2017, le projet de construction d’une nouvelle mosquée dans le quartier Teisseire, qui devait ouvrir fin 2019, mais dont les travaux n'ont commencés qu'à la fin de mai 2020,.

## Lieux d'intérêt

### Places
- Place Charles Dullin
- Place Louis Jouvet

### Bâtiments
- Centre œcuménique Saint-Marc
- Mosquée de Teisseire
- Gymnase Malherbe
- Bibliothèque municipale Teisseire Malherbe
- Maison des Habitants
- Ecole Primaire et Maternelle Jean Racine
- Groupe Scolaire Malherbe
- Maison de l'Enfance Teisseire Malherbe
- MC2 de Grenoble

### Parcs et jardins
- Parc Lafourcade
- Parc de Ouagadougou
- Square La Bruyère
- Jardin du Bassin
- Jardin des Buttes